# Erioptera (Erioptera) susurra
Erioptera (Erioptera) susurra is een tweevleugelige uit de familie steltmuggen (Limoniidae). De soort komt voor in het Neotropisch gebied.